# Gens Tullia
La gens Tullia è stata una gens dell'Antica Roma, con rami sia patrizi che plebei. Compaiono nelle fonti fin dalle primissime fasi della Repubblica, quando Manio Tullio Longo ottenne il consolato nel 500 a.C., senza contare che, secondo alcune ricostruzioni, anche il sesto re di Roma, Servio Tullio, sarebbe appartenuto a questa gens. Tuttavia, il loro membro più eminente fu senza dubbio Marco Tullio Cicerone, avvocato, oratore, filosofo, storico e politico del I secolo a.C.  
I Tullii erano inizialmente annoverati fra i patrizi, ma in seguito si svilupparono numerosi rami plebei, alcuni dei quali originati da liberti.

## Origini
Il nomen Tullio ha origine dal praenomen patronimico Tullus, che vuol dire "sostenere", "supportare" o "aiutare". Sebbene i Tullii abbiano spesso sostenuto di discendere da Servio Tullio, sesto re di Roma e figlio del principe di Cornicolo, gli storici ritengono piuttosto che fossero originari di Alba Longa e che si trasferirono a Roma dopo la distruzione della loro città ad opera del terzo re, Tullo Ostilio. Questo collocherebbe i Tullii fra le gentes minori, ovvero la piccola nobiltà patrizia e/o plebea di Roma.

## Praenomina
I principali praenomina usati dai Tullii furono Marco e Lucio, a cui i Tullii Cicerones aggiunsero Quinto. Ci sono inoltre casi singoli di Sesto, Publio e Tiberio, mentre Manio fu usato per i Tullii di età monarchica e della prima età repubblicana.

## Familia e cognomina
Le principali familiae che si ramificarono all'interno della gens Tullia portavano i cognomina:
- Longo: usato dai primi Tulli intorno al V secolo a.C.
- Decula: usato in età repubblicana
- Cicerone: ramo più famoso della gens, a cui apparteneva Cicerone. Questo ramo della famiglia, di status plebeo, proveniva da Arpinum, e l'oratore ricevette tale cognomina perché aveva una piccola verrucca sul naso a forma di cicero, ovvero "cecio". In seguito fu invitato a scegliersi un soprannome più augurale, ma rifiutò, dichiarando che avrebbe piuttosto elevato quello che possedeva già[7][8].

## Membri notevoli

### Età monarchica e prima età repubblicana
- Servio Tullio, secondo la tradizione era il principe di Corniculum, il marito di Ocrisia e il padre dell'omonimo re di Roma. Cadde in battaglia contro Tarquinio Prisco, quinto re di Roma.
- Servio Tullio, secondo la tradizione sesto re di Roma, figlio del precedente.
- Marco Tullio Atilio, duumviro sacris faciundis sotto Tarquinio il Superbo. Fu corrotto da Petronio Sabino affinché gli facesse copiare i libri sibillini e, quando scoperto, fu condannato a morte, quindi cucito in un sacco di cuoio e annegato.
- Manio Tullio Longo, console nel 500 a.C.
- Manio Tullio Tolerino, fu coinvolto in una congiura contro Spurio Cassio Vecellino. Nel 486 a.C. fu scoperto e messo al rogo nel Circo Massimo insieme ad altre otto persone.
- Attio Tullio, capo dei Volsci. La sua appartenenza a questa gens è incerta.
- Sesto Tullio, centurione primus pilus nel 358 a.C. Noto per il suo coraggio, fu il primo a caricare contro i Galli durante una spedizione guidata da Gaio Sulpicio Petico. In seguito combatté a Privernum sotto Gaio Marcio Rutilo.

### Tullii Cicerones
- Marco Tullio, nonno di Cicerone, era uno degli uomini più eminenti di Arpinum, tanto da essere ammirato anche dal console Marco Emilio Scauro.
- Marco Tullio, padre di Cicerone, letterato e uomo di cultura, si trasferì a Roma per assicurare la massima istruzione ai figli. Amico dei principali oratori, letterati e giuristi del tempo, morì nel 64 a.C.
- Lucio Tullio, zio di Cicerone, amico e alleato di Marco Antonio, che seguì durante il governo in Cilicia. Fu fra i principali corrispondenti del nipote.
- Marco Tullio Cicerone, oratore, avvocato, studioso e filosofo, senatore e infine console nel 63 a.C. Fra i personaggi più importanti e prolifici della storia romana, venne proscritto e ucciso da Marco Antonio.
- Quinto Tullio Cicerone, fratello del precedente, pretore nel 62 a.C. Combatté per Cesare in Gallia e per Pompeo nella guerra civile. Fu proscritto e ucciso da Marco Antonio.
- Lucio Tullio, figlio di Lucio e cugino di Cicerone, di cui era anche amico intimo. Seguì Cicerone ad Atene nel 79 a.C., lo assistette durante il processo contro Verre e si adoperò a favore di Siracusa. Morì giovane nel 68 a.C., e Cicerone scrisse largamente del suo dolore per la perdita.
- Tullia, sorella del precedente e moglie di Lucio Elio Tuberone.
- Tullia, detta Tulliola, figlia di Cicerone. Amatissima dal padre, si sposò tre volte ed ebbe due figli che non sopravvissero. Morì giovane a un mese dal secondo parto, gettando suo padre nello sconforto.
- Marco Tullio Cicerone, figlio di Cicerone. Console nel 30 a.C., si schierò sempre al fianco del padre nelle varie questioni politiche, ma a differenza sua scampò alle proscrizioni e in seguito ottenne il perdono di Ottaviano.
- Quinto Tullio Cicerone, figlio di Quinto e nipote di Cicerone. Tentò di salvare suo padre dalla condanna a morte nascondendolo, ma fu catturato e torturato perché confessasse. Suo padre si consegnò spontaneamente in cambio della vita del figlio, ma questi fu comunque ucciso con lui.

### Altri
- Marco Tullio, triumviro monetalis nel 120 a.C.
- Marco Tullio Decula, figlio del precedente, console nell'81 a.C.
- Marco Tullio, accusò il suo vicino, Publio Fabio, con cui aveva una disputa sui confini delle loro proprietà, di aver ucciso molti suoi schiavi. In tribunale fu rappresentato da Cicerone.
- Lucio Tullio, eques ed esattore delle tasse sul pascolo in Sicilia sotto Verre.
- Lucio Tullio, legato di Cicerone durante il suo governo in Cilicia e amico di Tito Pomponio Attico. Cicerone lo riteneva inadeguato al suo ruolo.
- Marco Tullio Tirone, liberto e assistente di Cicerone. Inventore della stenografia, principale scriba e curatore delle opere ciceroniane e autore di una biografia del suo padrone, andata perduta. Secondo le fonti, superò i cent'anni d'età.
- Marco Tullio Laurea, liberto di Cicerone, autore di poesie elegiache ed epigrammi.
- Rufo Tullio, questore, morì nel 46 a.C. nella battaglia di Tapso, sotto Pompeo.
- Tiberio Tullio, combatté in Spagna nel 45 a.C., sotto Pompeo.
- Tullio Basso, medico e botanico del I secolo.
- Lucio Tullio Montano, accompagnò il figlio di Cicerone ad Atene nel 45 a.C.
- Tullio Seneca, prese parte alla congiura di Pisone contro Nerone e in seguito si suicidò.
- Tullio Flaviano, comandante di cavalleria a servizio di Quinto Petillio Ceriale, combatté sotto Vespasiano contro Vitellio, che lo catturò nei pressi di Roma.
- Tullio Valentino, uno dei capi dei Treveri nel 70 d.C., durante la ribellione batava. Si unì a Giulio Tutore contro Quinto Petilio Ceriale e mise a morte i legati di due legioni che si erano arrese a Giulio Classico, ma fu catturato da Ceriale a Rigodulum e fu inviato a Muciano e Domiziano, dai quali fu messo a morte.
- Publio Tullio Varrone, console suffectus nell'aprile 127.
- Tullio Gemino, epigrammista.
- Publio Tullio Marso, console suffectus nel 206.